# 旗帜报 (比利时)
《旗帜报》（荷蘭語發音：[də ˈstɑndaːrt]），又译《标准报》、《德斯坦达德报》，是比利時佛兰德的一份日报，由Mediahuis負責出版。该报传统上是一份基督教民主主義报纸，与基督教民主和弗拉芒有联系，該報与佛兰德的另一份持社会主义立場的日报《晨报》觀點对立。